# Merlina
Merlina is een Vlaamse jeugdreeks, in een regie van Gie Lavigne en geschreven door Dick Durver, die van 8 januari 1983 tot 2 januari 1988 te zien was op de BRT.

## Inhoud
De reeks vertelt de avonturen van detectivebureau Merlina in het fictieve stadje Ravenburg. De hoofdpersonages zijn (tante) Merlina zelf, een advocate, de oud-matroos Pol, Merlina's nichtje Ann en de genie-uitvinder Napoleon. Ze helpen graag mensen die hun hulp inroepen en komen daarbij niet weinig in aanraking met het misdadige brein Sardonis. Het kantoor is gevestigd in de Notelaarlaan 35 in Ravenburg. Het motto van het detectivebureau is "Efficiënt en discreet wordt de waarheid compleet, want al is het mysterie nog zo groot, Merlina legt de waarheid bloot."
Er werden 97 afleveringen van 'Merlina' geproduceerd, geregisseerd door Gie Lavigne. Het programma was immens populair, ook in Nederland. In het pre-VTM-tijdperk was het niet ongewoon dat anderhalf tot zelfs twee miljoen mensen naar Merlina keken.

## Rolverdeling
| Acteur                | Personage                                | Opmerking |
| --------------------- | ---------------------------------------- | --- |
| Lea Couzin            | Meester Marie-Ann 'Merlina' Meerschaut   | leidt het detectivebureau en neemt alle beslissingen. Vanop haar kantoor kan ze via de monitorscoop met de teamleden communiceren, die uitgerust zijn met een appendiscoop die beeld en geluid doorgeeft. Haar codenaam is "Merlina".                                                                                               |
| Mieke Bouve           | Ann "De Schrandere" Meerschaut           | Ann is het nichtje van Merlina en voert samen met Pol opdrachten uit. Haar favoriete bezigheid is samen met Pol Stratego te spelen, waarin ze hem keer op keer verslaat, tenzij Pol vals speelt. Haar codenaam is "Boogschutter".                                                                                                   |
| Paul Ricour           | Polycarpus Fernandus Augustus 'Pol' Tack | Rijdt rond in een voor een detective opvallende rode Mini met grote witte stippen. Tijdens opdrachten gebruikt hij zijn schuilnaam "Waterman". Zijn bekendste zin is dan ook Waterman roept Merlina. |
| Jan Reusens           | Napoleon                                 | de uitvinder van het detectivebureau, draagt bijna altijd een witte stofjas. Zijn slagzin is Alles is tiptop in orde. Zijn codenaam is "Weegschaal". |
| Raf Reymen            | Sardonis                                 | het misdadige brein wiens plannen mislukken door toedoen van Merlina & co. Rekent op de hulp van zijn hulpjes, Sardonianen genaamd. |
| Willy Leus            | Jean-Jacques                             | Sardoniaan |
| Louis Vervoort        | Lowieke                                  | Sardoniaan |
| Max Schnur            | Lepe Leo                                 | Sardoniaan |
| Stefan Danhieux       | Sam Foeter                               | Sardoniaan |
| Johnny Lee            | Serafijn                                 | Sardoniaan |
| Roeland Van Walleghem | Muller                                   | Sardoniaan |
| Raymond Bossaerts     | Niemand                                  | wordt soms ingehuurd door Sardonis |
| Didier Delmotte       | Hypnopotamus                             | wordt soms ingehuurd door Sardoni |
| Arnold Willems        | Igor Santani-Mortis                      | wordt soms ingehuurd door Sardoni |
| Jan Moonen            | Adjunct-commissaris Médard Stapel        | De politiecommissaris van Ravenburg. Wil graag zelf de zaken oplossen, maar heeft daarbij veelal de hulp nodig van het team van Merlina. |
| Frans Van der Aa      | Renaat Vandenkapblok                     | dichter van beroep, roept in de aflevering Het Kwade Oog de hulp van Merlina in en wordt zo een vriend des huizes. Zijn bekendste gedicht is Ochtendimpressies. Ook in de aflevering Het Zwarte Goud komt Merlina de dichter te hulp.                                                                                               |
| Ronny Waterschoot     | Odilon Boeikens                          | is ook detective van beroep, maar eerder van de onhandige soort. Hij heeft zijn eigen detectivebureau (FLOEPI - Firma voor Legale Opsporingen En Politionele Inlichtingen), maar moet voor het oplossen van een zaak altijd een beroep doen op de hulp van Merlina. Hij loopt altijd gekleed in een geruite Sherlock Holmes-outfit. |

## Uitvindingen van Napoleon
Napoleon vindt voortdurend nieuwe dingen uit om het detectivewerk te vergemakkelijken. De meeste uitvindingen van Napoleon worden maar één keer gebruikt, maar andere uitvindingen blijken zo handig dat ze verschillende afleveringen meegaan.
- Appendiscoop: de zender-ontvanger-amulet die beeld en geluid doorgeeft waardoor de detectives kunnen communiceren. Ze gebruiken hun sterrenbeeld als codenaam: Pol is 'Waterman', Ann 'Boogschutter', Napoleon 'Weegschaal' en Merlina 'Tweeling'. Ze staan rechtstreeks in contact met de televisiezender-ontvanger in het kantoor van tante Merlina, de Monitorscoop. In één aflevering heeft ook commissaris Stapel een appendiscoop. Hij spreekt dan met de codenaam 'Steenbok'.
- Parafix: een paraplu waarmee mensen kunnen worden geparafixt, zeg maar bevroren. De slachtoffers van de parafix moeten letterlijk ontdooien, iets dat de onhandige Pol meer dan eens overkomt.
- Fotofix: een fototoestel, voorzien van dezelfde straal als de parafix. ( uit: Dubbelspel)
- Nix-Fix: onzichtbare variant van de parafix. De Fix met Nix, want je ziet niks, en toch is alles Fix. (uit: De Walkvader)
- Auto-fix: nieuwe, verbeterde versie van de parafix, met als beveiliging dat hij die niet weet hoe het werkt, zelf wordt 'gefixt' in plaats van degene die hij wil 'parafixen'.
- Antikogelkrant: een krant die geen kogels doorlaat.
- Vitaminedrankje: tegen hoofdpijn, een nevenwerking is dat je een tijdje de P-taal spreekt.
- Onzichtbaar touw: touw dat alleen met een spuitbus zichtbaar gemaakt kan worden.
- X-bril: bril waarmee je live röntgenbeelden ontvangt van de wereld om je heen.
- Videobril: bril met verborgen camera en ingebouwde videorecorder waarmee ongezien opnamen gemaakt kunnen worden welke naderhand op de monitorscoop kunnen worden afgespeeld.
- Bestafox: geïnduceerde convertibele laserstraal met parabeeë fructulaties, kortom een machine waarmee men met dieren kan praten.
- Achturenlijm: lijm die acht uur lang houdt.
- Evarist de Computer: de computer van Napoleon die letterlijk een antwoord heeft op alle moeilijke vragen. Opgevolgd door Evarist II, een echte robot die kan lopen maar niet spreken.
- Spiekstift: stift met zendertje en ontvangertje om af te kijken. Werd ontworpen voor Ann in haar studententijd en was ook voor Pol een grote hulp.
- Zangpasta: zangzaad ontwikkeld tegen heesheid, is vooral bedoeld voor vogels. Als de mens ervan eet, gaat hij tsjilpen en krijgt pluimen. Dit kan verholpen worden met Kaalkip 6.
- Contradecibel: een toestel dat geluid kan uitschakelen.
- Spontanium: een mengsel dat na verloop van tijd spontaan ontbrandt.
- Speedsweet: het spoedsnoep, kan voertuigen dubbel zo snel laten rijden. Er bestaat ook een Super Speedweet dat nog tweemaal zo krachtig is.
- Staler: mengsel dat een voorwerp, bijvoorbeeld een das, van roestvrij superstaal maakt.
- Stopverf: een speciale verf die – als je hem aanbrengt op de grond – een onzichtbare muur optrekt die tot aan de maan reikt. De stopverf werkt na aanbrenging gedurende acht uur.
- Kirlianoid: een fototoestel waarmee je gebeurtenissen uit het verleden kunt fotograferen.
- Grendelgreep: bevindt zich in het kantoor van Merlina en in het lab. Door eraan te draaien vallen er stalen tralies voor de ramen en komt er stroom op de deurklinken te staan. Eventuele belagers van Merlina zitten als ratten in de val.
- Holomat: een fototoestel waarmee je een driedimensionale foto van een object kan maken. De foto kan met behulp van een speciale ontvangstpiramide worden geprojecteerd.
- Tijdinkt-negatief: speciale inkt met tijdsinstelling. De inkt is maar voor bepaalde tijd zichtbaar. De duur kan worden ingesteld. Na de ingestelde tijd verdwijnt de inkt vanzelf. "Tijdinkt-positief" bestaat ook en werkt precies andersom.
- Telepapet: een speciale pet, waarmee iemand telepathisch zijn gedachten kan overbrengen naar een ontvanger.
- WaWa: de "Waarheids-Walm" is een middel om uit te vinden wie liegt en wie niet. Bij degene die na besprenkeling met WaWa liegt, verschijnt een groot zwart kruis op het voorhoofd. Het kruis verdwijnt pas op het moment dat de waarheid wordt gesproken. Er is ook een speciale onzichtbare WaWa, die alleen met de X-bril te zien is.
- Krachtcapsule: wie de krachtcapsule eet, wordt gedurende 30 seconden supersterk.
- Speurneusstok: een grote speurneus op een stok om verloren zaken mee op te sporen. Normaal geeft hij het signaal "bop bop" op de hoofdtelefoon. Heeft hij echter het spoor gevonden, dan geeft hij het signaal "bip bip".
- M.T.T.: met de "Memo Technische Tructransmitter" worden teksten op cd opgenomen en vervolgens via de hoofdtelefoon in het onderbewustzijn van de mens geplaatst. Zodoende hoeft men de teksten niet meer van buiten te leren.
- Magneetflix: een magnetisch veld in verstuivervorm. Wie of wat hiermee besprenkeld wordt, krijgt een krachtig magnetisch veld om zich heen waardoor hij/zij/het gemakkelijk met een kompas op te sporen is.
- Boemerangeffect: iets dat wordt gegooid naar een object dat ingespoten is met deze substantie wordt teruggeworpen naar hem/haar die het geworpen heeft.
- ABA: de "Anonieme Brieven Aanwijzer" kan door het "scannen" van anonieme brieven de afzender aanwijzen.
- ABBA: door de "Afstands Bestuurde Bewegings Automaat" kan men Evarist de Robot laten bewegen. Via de ABBA-Bril ziet men wat de ogen van Evarist op hetzelfde moment zien.
- Bombusknopen: speciale knopen aan Pol zijn regenjas. Door een knoop los te trekken en op de grond te gooien ontploft hij na drie seconden. In de knoop zit slaapgas, lachgas, griengas en dergelijke om de tegenstander uit te schakelen. Degene die de knoop gooit, raakt niet geïnfecteerd met het gas doordat hij bij het lostrekken van de knoop wordt bespoten met een ingebouwd tegengif.
- B-Prikker: wie met de B-prikker wordt geprikt toont binnen enkele seconden berouw voor al zijn slechte daden.
- 2V-zoeker: zoekt Verloren Voorwerpen. Door gegevens over het voorwerp in Evarist de computer in te voeren komt het verloren voorwerp in de speciale koker tevoorschijn.

## Boeken
Er zijn destijds door de BRT ook twee boeken uitgegeven, geschreven door Dick Durver. In "Merlina's Mysterieboek" staan beschrijvingen van de personages, worden de uitvindingen van Napoleon beschreven en het bevat ook een aantal korte verhalen. In "Het geheim van Sardonis" wordt via een spannend verhaal eindelijk de ware identiteit van Sardonis onthuld. Er werd ook een stripalbum van Merlina uitgebracht met de titel "Marsmannen van Venus", met onder meer een cameo van de hoofdpersonages van Piet Pienter en Bert Bibber. Drie andere verhalen, "Dubbelspel", "V van Villa" en "Chinese Goelasj", verschenen enkel in de krant.
In 2022 bracht Peter Van Camp het boek "Merlina en de Parafix" uit, met achtergrondverhalen over de productie van de reeks Merlina.

## Dvd
In april 2008, 25 jaar na dato, werd een dvd-box uitgebracht met de eerste 26 afleveringen van de serie, met als extra's onder andere (eerder uitgezonden) interviews met de nog levende acteurs.
De tweede box, met aflevering 27 t/m 52, is sinds 18 augustus 2009 verkrijgbaar.
De derde box, met aflevering 53 t/m 74, ligt sinds 22 juni 2010 in de winkels.
De vierde box, met de resterende afleveringen, laat nog altijd op zich wachten.

## Trivia
- Merlina was een jeugdreeks op toenmalige BRT, in de lijn van De opkopers – Merlina – Postbus X – Interflix, jeugdseries met ongeveer dezelfde cast & crew. Dit waren stuk voor stuk hoogtepunten in de carrière van Paul Ricour, met zijn terugkerende typetje Pol Tack in die tijd. Na het starten van de jongerenzender Ketnet heeft hij aan belang ingeboet en is achter de schermen gaan werken. Zo was hij producer van Flikken. Momenteel is hij vooral met theater bezig.
- De 'binnenopnamen' van de hele reeks (zoals ook De opkopers, Postbus X, Interflix en vele andere reeksen) gebeurden in Studio Nauwelaerts in Bonheiden.
- Merlina met de parafix is ondertussen vereeuwigd in Kvraagetaan, een lied van Fixkes uit 2007. Lea Couzin ("Tante Merlina") had een gastrol in de videoclip.
- De échte parafix heeft Paul Ricour (Pol Tack) ten geschenke gekregen na de opnames van Jan Reusens (Napoleon) als herinnering aan hem en de serie.
- Ook bekende Vlamingen hadden gastrollen in de jeugdserie, zoals charmezanger Willy Sommers, krachtpatser John Massis, Nonkel Bob, presentatrice Marleen Gordts, Jaak Pijpen, Walter Capiau en Bobbejaan Schoepen en zijn vrouw Josée in de aflevering De Merlinapo's, waarin tante Merlina en Napoleon samen zingen (actrice Lea Couzin is in het echt ook zangeres).
- Uit lezersbrieven uit het VRT-archief is gebleken dat de aflevering De vampiers van Ravenburg voor veel kinderen een traumatische ervaring was.[2]
- In de aflevering: de Zakkenvuller, telefoneert Merlina met iemand die van Berendoncks heet, dit is de trouwnaam van Lea Couzin in het echt, van haar echtgenoot: Staf van Berendoncks, die in eerdere afleveringen ook enkele gastrollen had.
- In de Vlaamse podcast Akkerdjie! verklaart Paul Ricour dat hij de fictieve naam Ravenburg bedacht heeft; hij haalde inspiratie uit de speelgoedfabrikant Ravensburger.[3]
- In de begingeneriek stond tot en met aflevering 52 de naam "Jan Reussens"[4] daar waar het "Jan Reusens" moest zijn.[5]